# Vargem Bonita (ort)
Vargem Bonita är en ort i Brasilien.   Den ligger i kommunen Vargem Bonita och delstaten Minas Gerais, i den sydöstra delen av landet, 500 km söder om huvudstaden Brasília. Vargem Bonita ligger 759 meter över havet och antalet invånare är 2 163.
Terrängen runt Vargem Bonita är platt åt nordost, men åt sydväst är den kuperad. Vargem Bonita ligger nere i en dal. Runt Vargem Bonita är det mycket glesbefolkat, med 4 invånare per kvadratkilometer.. Närmaste större samhälle är São Roque de Minas, 9,0 km norr om Vargem Bonita.
Omgivningarna runt Vargem Bonita är huvudsakligen savann.